# Eugenio Hermoso
Eugenio Hermoso Martínez (Fregenal de la Sierra, 26 de febrero de 1883-Madrid, 2 de febrero de 1963) fue un pintor español, académico de Real Academia de Bellas Artes de San Fernando, de la que llegó a ser catedrático.

## Biografía
Muy pronto, al mismo tiempo que trabajaba en las labores del campo, comienza a destacar en la pintura en la escuela de Fregenal. En enero de 1898 viaja a Sevilla para estudiar en la Escuela de Bellas Artes de Santa Isabel de Hungría. Durante su formación fue becado tanto por el Ayuntamiento de Fregenal como por la Diputación de Badajoz, lo que le permitió ampliar sus estudios en el extranjero. Ambas instituciones, forman hoy parte del patronato de la Fundación Eugenio Hermoso-Legado Rosario Hermoso.
Alumno de Gonzalo Bilbao y José Jiménez Aranda en Sevilla, en 1901 se trasladó a Madrid. En 1905 viajó a París donde conoció las vanguardias. 

### Primera época: de Fregenal a Inglaterra
En 1904 obtuvo la Medalla de bronce en la Exposición Nacional de Bellas Artes con La muchacha haciendo media que adquiere el Museo de Cádiz. Pero su primer galardón fue el premio de la duquesa de Denia, en 1902, con Huérfano que representa a un niño que se ata un zapato.
Durante varios años vivió en la misma pensión que Daniel Vázquez Díaz del que llegaría a hacer un retrato. Con anterioridad habían asistido juntos en Sevilla a las clases de Jiménez Aranda, en su estudio de Triana. Ramiro de Maeztu escribió un artículo sobre Eugenio Hermoso que tituló "Un muchacho de alma".
En 1905 llevó a la Exposición del Círculo de Bellas Artes: El Colegio e Hijas del terruño que es elogiado por el crítico José Francés. En su estudio recibió y conoció a Juan Gris y Pío Baroja. Aquel mismo año viajó a Francia y Bélgica. 
Con veintidós años pintó La Juma, la Rifa y sus amigas que fue segunda medalla en la Nacional de 1906 y en la Internacional de Barcelona de 1907, y constituye un primer jalón estilístico que recoge un grupo significativo de obras juveniles pero muy originales: El desayuno, La vuelta al trabajo, La Marocha, Francisco, La Niña del violín.
En 1906, desde Barcelona pasó a Italia: Génova, Pisa, Roma, Nápoles, Florencia, Venecia y Milán. Con Rosa obtuvo otra segunda medalla en la Exposición Nacional de Bellas Artes de 1908.
En 1910 se le concedió la encomienda de Alfonso XII por su  lienzo Jugando a la soga y asistió junto con Julio Romero de Torres, Anselmo Miguel Nieto, López Mezquita y otros a la Internacional de Barcelona, en la que obtuvo una primera medalla. Este mismo año participó en la exposición del Centenario de la Independencia de Chile con su cuadro La merendilla, que fue adquirido por el Gobierno chileno.
En 1912, embarcó en Lisboa camino de Inglaterra, allí residió en el condado de Cheshire Haylake, a orillas del mar, y expuso en Londres. Después inició la serie de sus desnudos con El baño de las zagalas y Manzanas del Manzanares.

### Regreso a España
Casado ya con Rosario Ramos, su estancia en Huelva se prolonga desde 1915 hasta 1919, donde ocupa la vacante a director de la Academia de Pintura (hasta entonces conocida como Escuela de Pintura) que previamente había dirigido el artista Antonio de la Torre y López.
Juan Ramón Jiménez, con quien Hermoso mantenía gran amistad, escribe una carta elogiando su designación como director de la Academia. En Huelva, y dada la cercanía con su Extremadura natal, ejercerá de profesor de pintura principalmente de retratos, género que practicó durante toda su vida. Las diversas vestimentas y atuendos típicos de la provincia onubense inspiran al artista, dado su asombroso colorido, luz y vistosidad, algo que le rememora constantemente las pinturas realizadas en Fregenal y sus pueblos colindantes. Un escaso número de alumnos de la mencionada academia destacan por haber respirado del estilo de Eugenio Hermoso, de los más importantes destacan Rafael Cortés Moreno y José Martín Estévez, este último, llegó a convertirse en un artista cuyo reconocimiento dura hasta nuestros días.
De su etapa en Huelva, Hermoso recordaba en su autobiografía, sus reuniones en la Plaza de las Monjas frente a la farmacia de Garrido Perelló, con su tertulia La Palmera. Allí compartía espacio con Manuel Siurot, el fotógrafo Diego Calle, Manuel Garrido Perelló y otros escritores, poetas e intelectuales de la vida cultural onubense.
En Barcelona, en 1916, Eugenio Hermoso expuso: Los novios, La Silguera, La fuente, La niña de los ojos verdes, Manolita, La novia de Juan, que fueron reproducidos por las principales revistas de arte nacionales y extranjeras, confirmación del éxito y reconocimiento que estaba alcanzando. Con A la fiesta del pueblo, propiedad actualmente propiedad del Museo Nacional de Centro de Arte Reina Sofía, actualmente cedido al Museo de Cáceres, alcanzó la Primera Medalla de la Nacional de Bellas Artes en 1917, junto a Joaquín Mir y Valentín de Zubiaurre.
Ese mismo año, 1917, nace su hija Rosario, a quien el pintor representará en numerosas obras y quien, al fallecer, dispondrá la creación de la Fundación. También en 1917, a través del marchante Artal, Eugenio Hermoso empieza a vender sus obras en Buenos Aires.
Durante su estancia en Huelva, Hermoso tiene la oportunidad de recibir en su estudio en 1918 al universal pintor Joaquín Sorolla.

### Etapa madrileña
Se instala definitivamente, en 1919, en Madrid. Su primera gran exposición personal fue en 1922, en el Salón del Museo de Arte Moderno de Madrid, con éxito de público y de ventas y encargos de retratos.
En 1926, Eugenio Hermoso obtuvo la Medalla de Oro del Círculo de Bellas Artes con Lavanderas y los desnudos Melancolía y Madreselvas.

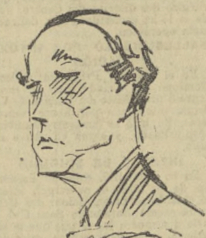
Retratado por Ángel de la Fuente en las páginas del periódico madrileño El Liberal (16 de noviembre de 1927)

Para el centenario de Arias Montano había modelado el busto del célebre humanista del siglo XVI que se encuentra ubicada en la peña de Arias Montano (Huelva). Es el inicio de su fase de escultor que sigue con su Autorretrato en bronce y Dina, modelo que aparece también en Tierra, Fauna y Flora y otros cuadros suyos. Se conserva además otro busto en bronce de Rosario Ramos, su mujer; y una cabeza de su hija, Rosario Hermoso. Por encargo del Banco de España pinta el retrato de Niceto Alcalá Zamora. Una réplica del mismo se encuentra en el Museo Eugenio Hermoso, de Fregenal de la Sierra.
De sus muestras personales resaltan las celebradas en 1916 en Barcelona, en 1922 en el Salón de Bibliotecas y Museos de Madrid, en 1927 en Sevilla y Badajoz. A partir de 1934 expone en Argentina, Chile y Brasil. Antes lo había hecho en Bruselas, Venecia y  La Haya.
En 1941, fue elegido académico de la Real Academia de Bellas Artes de San Fernando de Madrid, ocupando el sillón del que fuera su maestro en Sevilla, Gonzalo Bilbao. Y nombrado catedrático por oposición de la Escuela Superior de Bellas Artes, de la que era director Eduardo Chicharro. Dedicó su discurso de ingreso en la Academia a una glosa de la pintura de Zurbarán. Su faceta pedagógica transmitió a generaciones de artistas españoles su experiencia de la modernidad, pero conservando siempre en su pintura y en su labor docente su arraigado sentido clasicista.
En 1948 recibió la Medalla de Honor de la Exposición Nacional de Bellas Artes, a la que envió dos cuadros de gran formato: Altar y La Siembra. La Primera Medalla fue para su paisano y amigo Adelardo Covarsí, por El montero de Alpotreque. Bajo el seudónimo de Francisco Teodoro de Nertóbriga publicó su Autobiografía en 1955, y firmó sus pinturas de carácter satírico.
En 1955 fue nombrado jurado del Tribunal de la Real Academia de San Fernando de Madrid para el premio de grabado de la Academia de Bellas Artes en Roma, labor que compartió con Vázquez Díaz, Fernando Labrada, Enrique Lafuente Ferrari y Valentín de Zubiaurre. Eugenio Hermoso murió en Madrid el 2 de febrero de 1963.
En 1956 la Diputación de Badajoz organizó una muestra de su obra en la Casa de la Cultura, situada en el antiguo seminario de San Antón, y adquirió para el Museo Provincial de Bellas Artes su tríptico Arcadia.

### Fallecimiento

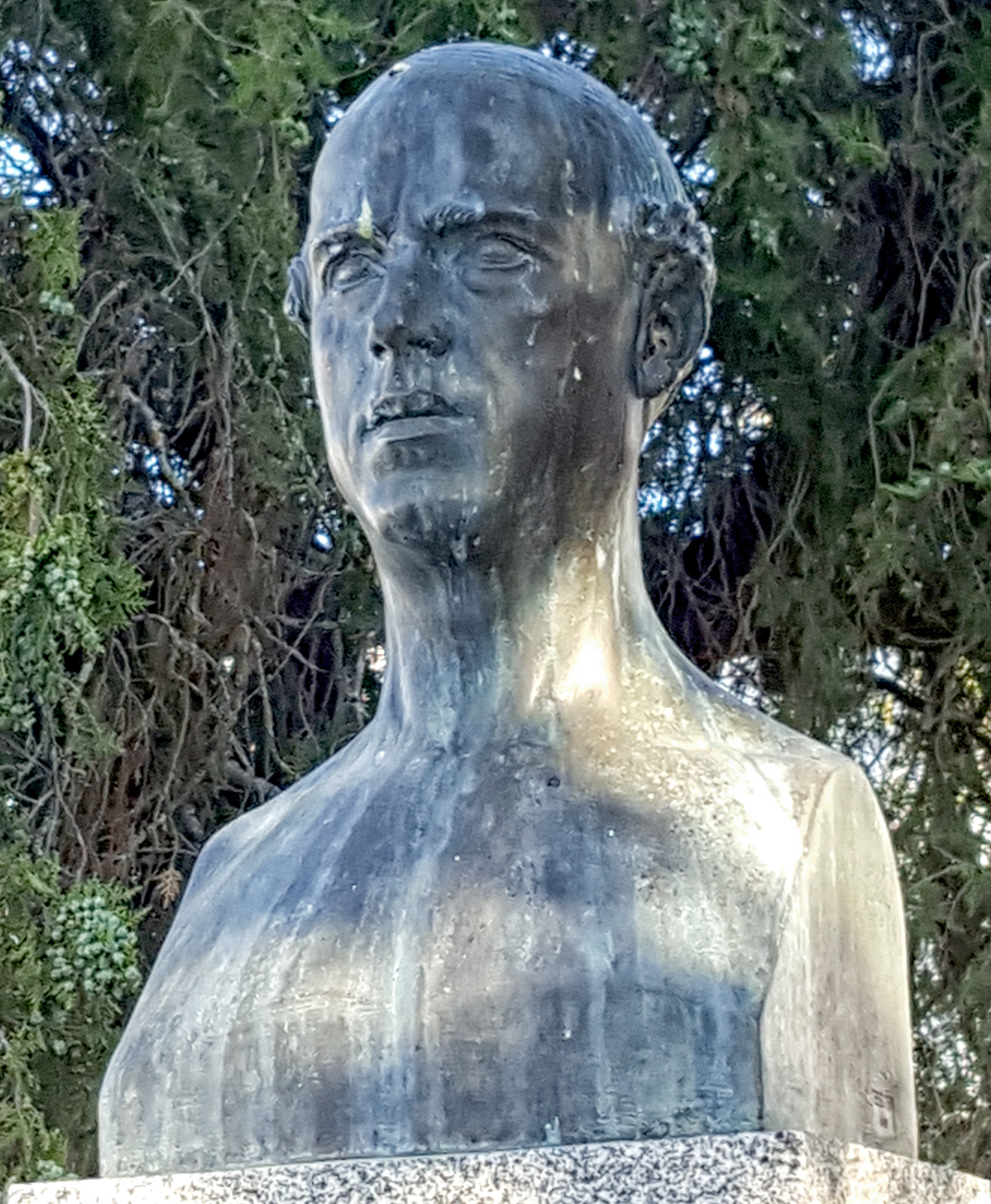
Autorretrato en bronce (c. 1930) que corona su tumba situada en el cementerio de Fregenal de la Sierra.

Eugenio Hermoso murió en Madrid el 2 de febrero de 1963, siendo enterrado posteriormente en Fregenal de la Sierra.
Tras su fallecimiento, su hija Rosario Hermoso custodia algunas de sus obras más personales. Al fallecer esta, dispone en testamento la creación de la Fundación Eugenio Hermoso-Legado Rosario Hermoso con el fin de abrir al público en Fregenal de la Sierra (Badajoz) una Casa Museo dedicada a exhibir la colección privada del pintor.
En 2022 la Fundación adquirió la obra ¡A tapar la calle! (1943)  que, junto a otras, se exhibió en la Exposición Nacional de Bellas Artes de 1945 y que estuvo durante décadas en Madrid.

## Exposiciones
- 1916, Barcelona.
- 1922, Salón de Bibliotecas y Museos, Madrid.
- 1922, Salón del Museo de Arte Moderno, Madrid.
- 1927 Sevilla.
- 1927, Badajoz.
- Entre 1927 y 1934 expone en Bruselas, Venecia y La Haya.
- A partir de 1934 expuso en Argentina, Chile y Brasil.

## Reconocimientos
- Primera medalla en la Internacional de Barcelona (1907)
- Primera medalla en la Internacional de Barcelona (1911)
- Medalla de Oro del Círculo de Bellas Artes (1926)
- Medalla de oro en pintura y de plata en escultura de la Exposición Iberoamericana de Sevilla de 1929.
- Medalla de Honor de la Exposición Nacional de Bellas Artes (1948)

### Reconocimientos póstumos
A principios de 1999 y por disposición testamentaria de su hija Rosario Hermoso Ramos, fueron donadas al Museo de Bellas Artes de Sevilla tres obras de Eugenio Hermoso: Retrato de Rosario Hermoso, Piedad Aldeana y Estalagmita (desnudo). Del mismo modo, Rosario Hermoso también donó en su testamento a la Real Academia de Bellas Artes de San Fernando las obras Pobladores (1903), Autorretrato de la capa (1910) y Tierra, fauna y flora. Igualmente donó al Museo de Bellas Artes de Badajoz la obra La Siembra de 1947.

## Obras destacadas
- Aurorita y la Paloma
- Anacleta hace bolillos
- Autorretrato de la Capa
- Autorretrato. Bronce
- Autorretrato del libro
- Cuando las gafas estorban
- Júbilo
- La Juma, la Rifa y sus amigas
- Fiesta Infantil
- El Colegio
- Muchacha haciendo medias
- Piedad Aldeana'
- El desayuno
- La vuelta al trabajo
- La Romería
- La boda
- Lavanderas
- La novia del pueblo
- La novia del Guadiana
- La marocha
- La niña del violín
- Pobladores
- La merendilla
- El niño del gallo
- Los Cofrades
- El Petitorio
- Rosa
- El Capataz
- Hijas del terruño
- Tierra, Fauna y Flora
- El baño de las zagalas"
- Estalagmita
- Manzanas del Manzanares
- Inconsciencia
- Arcadia
- A la fiesta del pueblo, Primera Medalla de la Academia de Bellas Artes 1917
- Acusación
- Conjuro
- Serie Nertóbrigas
- Los Danzaores
- El Filósofo leñador (D´Ors)
- Olimpo ibérico
- Retratista de sociedad
- Siervos...
- Talento
- Los Iconoclastas
- El pez gordo...
- Matrimonio a la moda
- Bebedores de sangre
- El caballero mostrador
- Fuerza internacional
- Pobrecito
- Honoris causa
- Hombre ilustre
- Animal sostenido por su mujer
- Suplicio
- Episodio de la lucha de edades
- La Justicia ajusticiada
- Todo esto es tuyo...
- Los infla...
- Caído en desgracia
- Cortan las uvas
- Incendiarios de las Artes
- Armonía
- Los mismos collares
- Maltratado
- Plumíferos
- Academia breve
- Autores y Críticos en un rincón del Parnaso
- Al Templo de Minerva
- Tragaldabas (D´Ors)
- Proceso
- El Falsificador
- Suplicio
- Catadura
- Pesadilla diabólica
- Honra de la raza
- Siamesas
- Canes
- Celestina en el Infierno
- Honores y Laureles
- La juventud y el diablo
- Los elegidos de la Gloria
- El pintor y la duquesa
- El torero y el noble
- Mis colindantes
- Brindis
- Redimidos
- Serpientes en la boca
- El escarabajo pelotero
- La muerte y un desnudo
- Coronas y calabazas
- María y Miguel